# Kuršumlija
Kuršumlija (v srbské cyrilici Куршумлија) je město v centrálním Srbsku poblíž hranice s Kosovem. Sousedí s opštinami Brus, Blace, Prokuplje, Medveđa, Podujevo a Leposavić. Patří k menším městům; v roce 2011 měla 12 866 obyvatel. Administrativně je součástí Toplického okruhu. Nachází se v pahorkatině o průměrné nadmořské výšce okolo 350–400 m. 

## Historie
V antice se zde nacházelo sídlo s názvem Ad Fines (na kraji), což označovalo předěl mezi římskými provinciemi Dalmácie a Horní Moesie. Procházela tudy obchodní stezka z města Niš (latinsky Naissus) do dnešního města Lezhë v Albánii. V raném středověku oblast přijala křesťanství a srbský kníže Štěpán Nemanja zde založil pravoslavný klášter, další svatyně byla v nedaleké obci Luka. Proto se vžil slovanský název sídla Bílé Kostely (srbsky Беле Цркве). Vzhledem k tomu, že současný název je převzat z turečtiny (z původního Kurşunlü Kilise), existuje iniciativa za návrat původního názvu.
Během prvního srbského povstání byli vzbouřenci v okolí, ale město obsadili až v roce 1806 a to jen na krátkou dobu. Dlouhé období turecké vlády skončilo až po Berlínském kongresu v roce 1878.
Za první světové války bylo město až do prolomení Soluňské fronty v roce 1917 okupováno bulharskou armádou.
Během druhé světové války bylo město obsazeno německou armádou dne 12. dubna 1941, později Němce nahradila bulharská armáda. Kuršumlija byla osvobozena dne 28. srpna 1944.
V roce 1999 byla zdejší kasárna jedním z cílů spojeneckého bombardování letectva NATO během Operace Spojenecká síla. Zahynuli dva vojáci a několik obyvatel bylo zraněno.

## Ekonomika
Kuršumlija v dějinách zůstala ve stínu větších regionálních center, mezi která patří města jako Prokuplje nebo Niš. Ve srovnání se zbytkem Srbska je zde velmi nízká životní úroveň. Tato skutečnost je způsobena celou řadou faktorů, např. obecně odlehlost města od všech větších dopravních tahů, ekonomické obtíže země v 90. letech 20. století apod.
Ve městě jsou kasárna se stálou posádkou srbské armády. Z moderní výstavby vyniká jen poliklinika (srbsky Zdravstveni dom).

## Doprava
Kuršumlija je napojena na srbskou železniční síť (železniční trať Doljevac – Kosovo Polje). Silniční dopravní tah dále na jih do Podujeva na území Kosova je od války v Kosovu přerušen. Okolím Kuršumlije bude budována tzv. Dálnice míru, která bude směřovat z Niše na území Kosova a předpokládá zlepšení ekonomické situace města.

## Historické památky
Dva pravoslavné kláštery a chrámy byly od středověku symbolem Bílého města Kuršumlije: 
- Klášter přesvaté Bohorodičky založil Štěpán Nemanja v letech 1158-1162, dochované ruiny byly v roce 1951 zdokumentovány archeology, koncha s cihlovým zdivem chrámu na východní straně, kamenné zdivo se dochovalo po obvodu, na západní straně bylo dvouvěží bez vchodu
- kostel svaté Trojice ve středu města
- Ruiny kláštera sv. Mikuláše, srbsky
- Památník partyzánů ze druhé světové války

## Přírodní a turistické zajímavosti
- Minerální prameny v blízkosti Kuršumlije: minerální voda se stáčí do lahví. V okolí města se nachází několikeré lázně: Kuršumlijska Banja, Lukovska Banja, Prolom Banja.
- Skalní útvary Đavolja varoš (Ďáblovo město) v pohoří Radan, chráněná přírodní památka

## Galerie

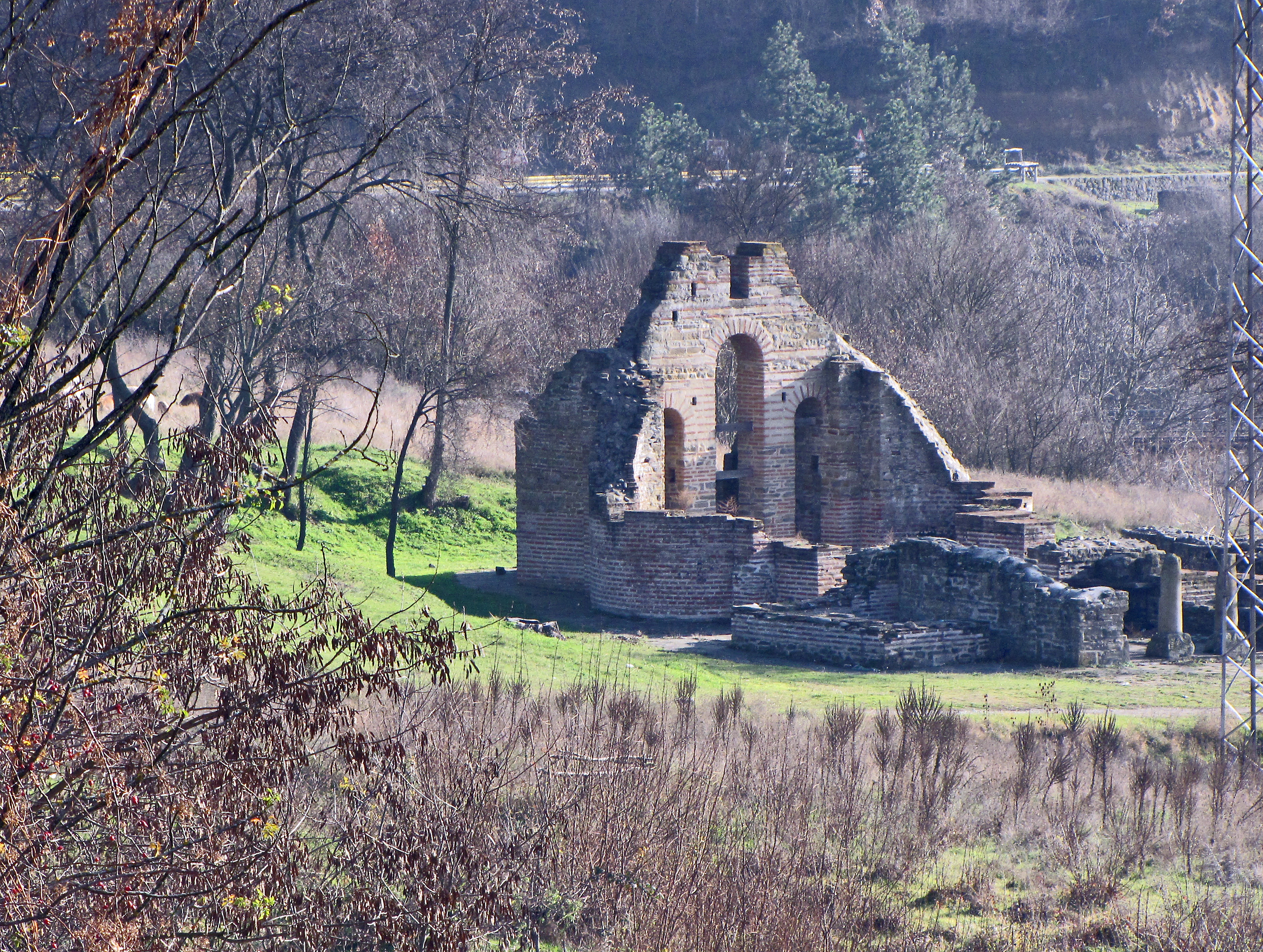
Klášter Přesvaté Bohorodičky
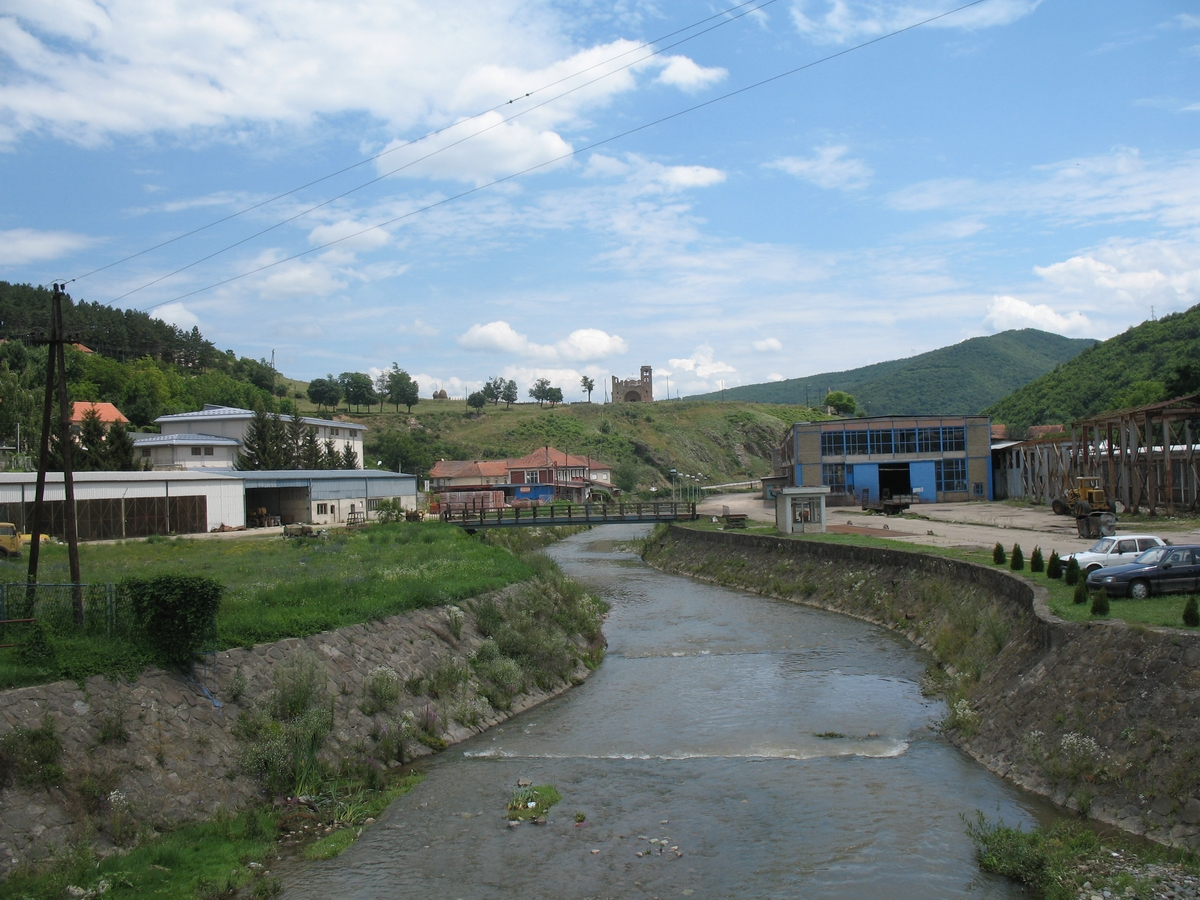
Řeka s klášterem sv. Mikuláše na obzoru
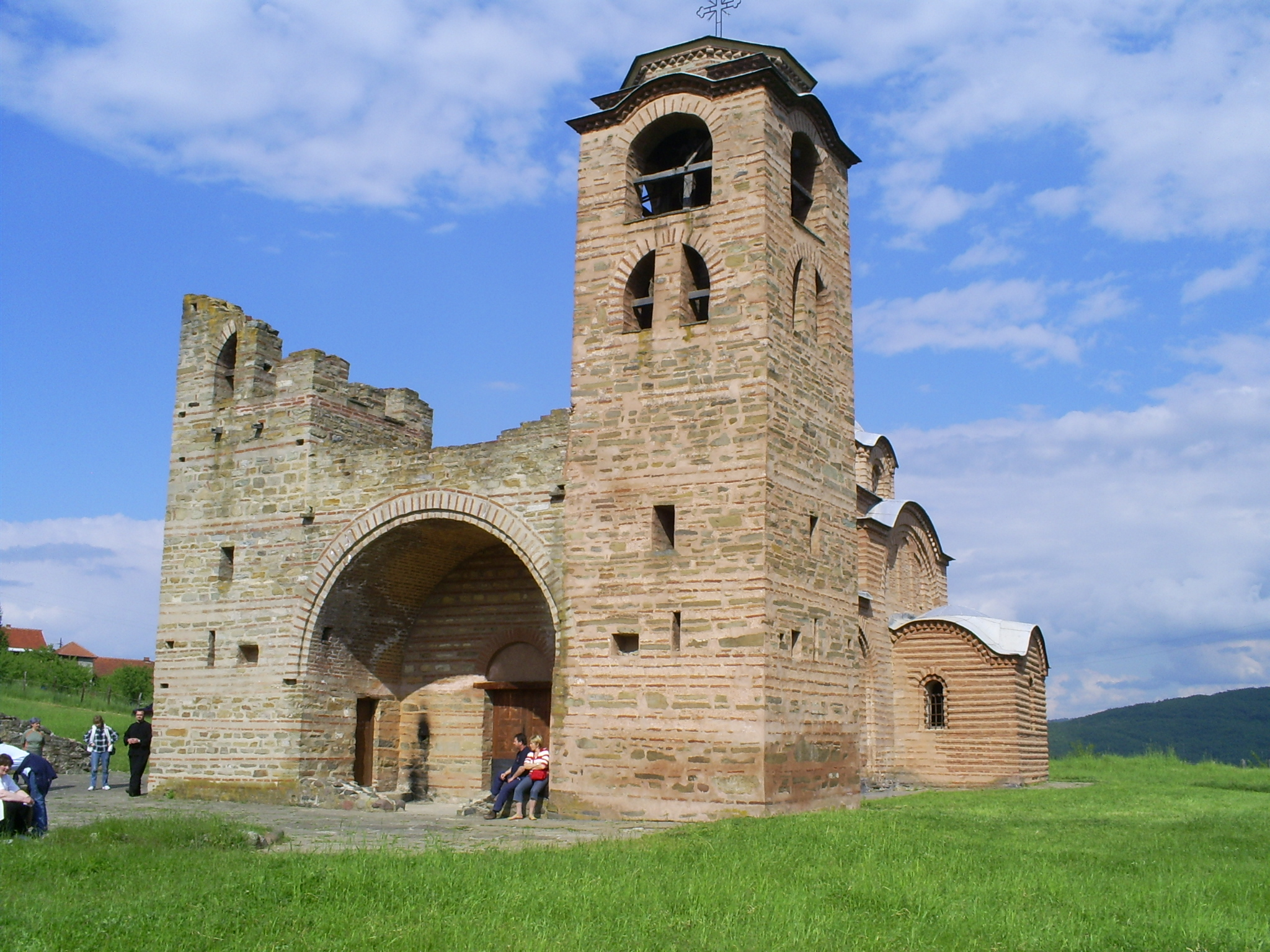
Klášter sv. Mikuláše
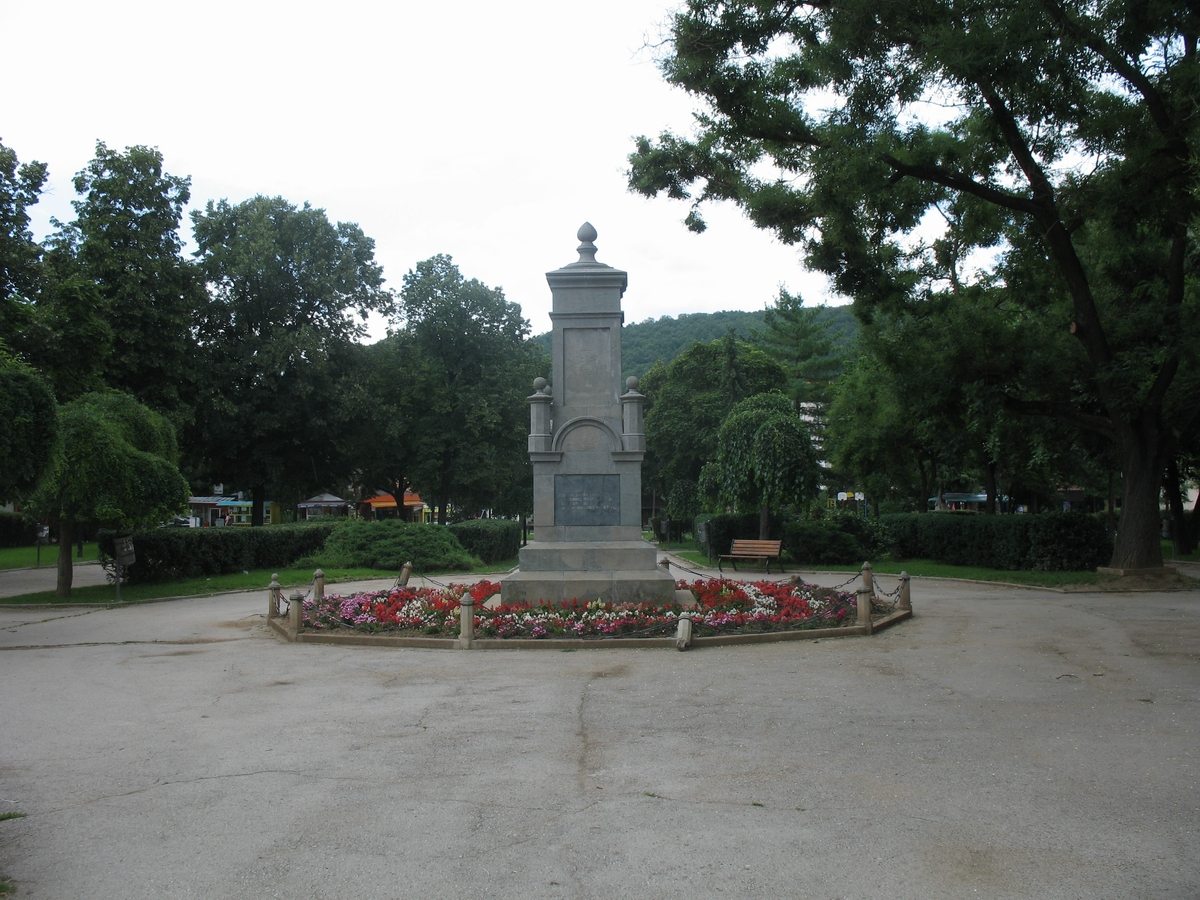
Památník padlým
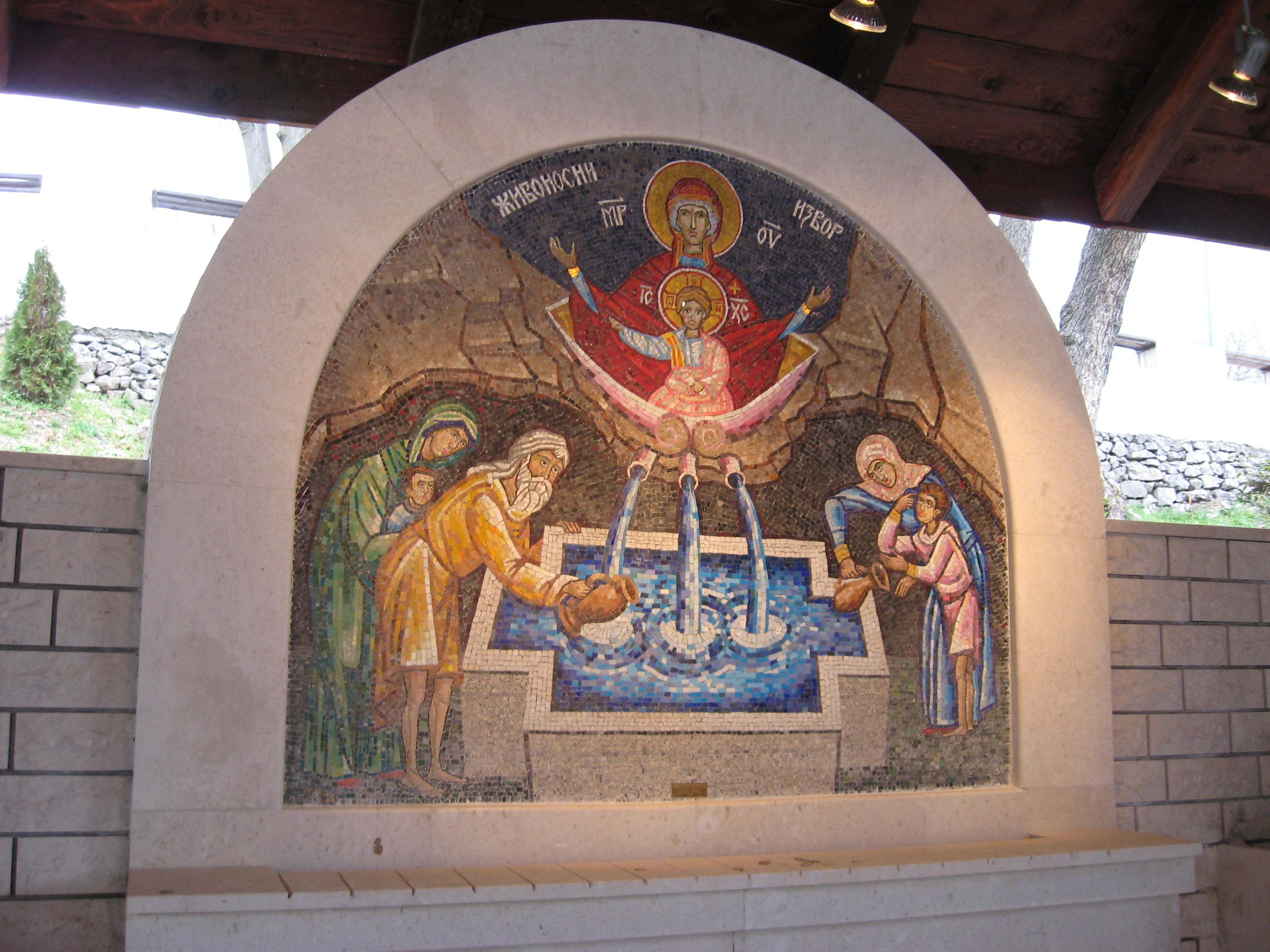
Prolom Banja (pramen)
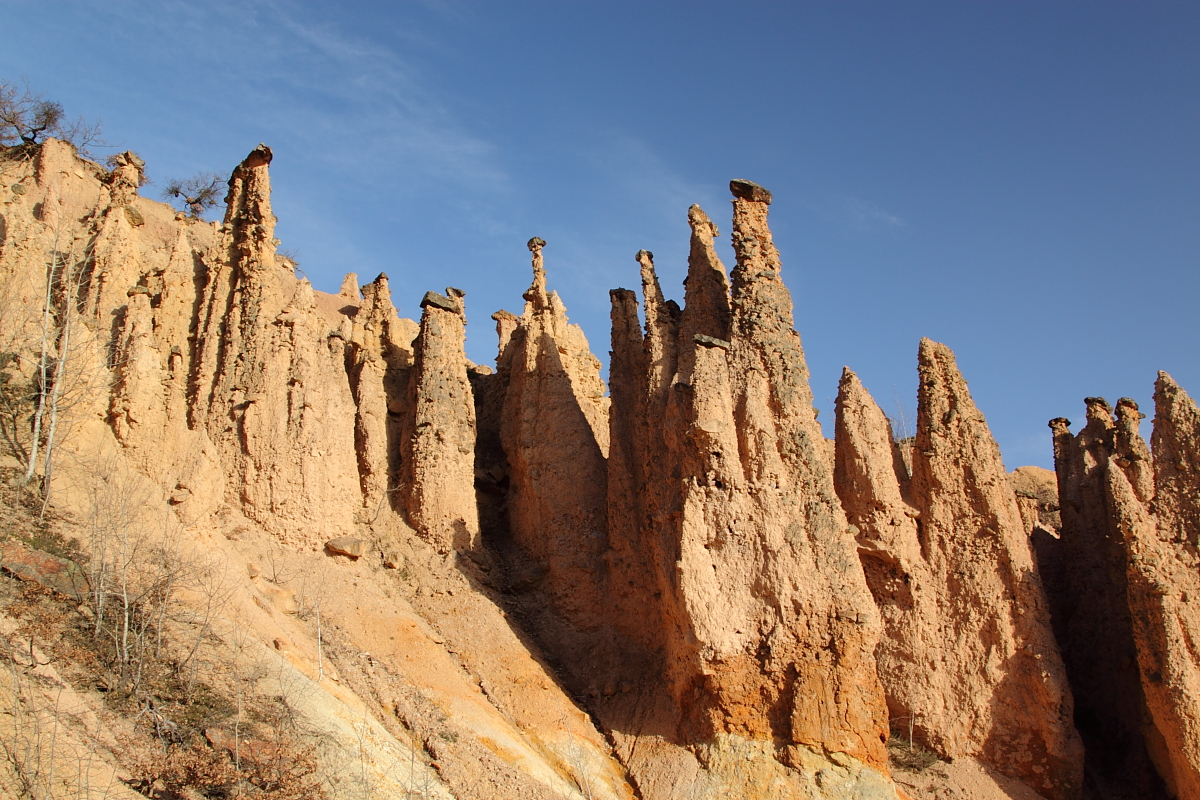
Davolja Varoš v pohoří Radan